# Freak Me
Freak Me ist ein Lied von Silk aus dem Jahr 1992, das von Keith Sweat, Roy Murray und Teno West geschrieben wurde. Es erschien auf dem Album Lose Control.

## Geschichte
Vom Text her ist Freak Me als Liebeslied, das sexuell aufgeladen ist, zu verstehen. Die Veröffentlichung war am 18. Februar 1993, in den Vereinigten Staaten wurde die R&B-Nummer ein Nummer-eins-Hit und dort durch den Verkauf von 1,3 Millionen Mal von der Recording Industry Association of America mit Platin ausgezeichnet.

## Musikvideo
Der Regisseur des Musikvideos war Bronwen Hughes. Im Musikvideo bietet die Band das Lied in einem Studio dar, dabei werden je nach Gesangspart einzelne Bandmitglieder und auch Szenen mit Frauen eingeblendet.

## Kommerzieller Erfolg

### Chartplatzierungen
| ChartsChartplatzierungen       | Höchstplatzierung | Wochen |
| ------------------------------ | ----------------- | ------ |
| Vereinigte Staaten (Billboard) | 1 (24 Wo.)        | 24     |
| Vereinigtes Königreich (OCC)   | 46 (7 Wo.)        | 7      |

| ChartsJahrescharts (1993)      | Platzierung |
| ------------------------------ | ----------- |
| Vereinigte Staaten (Billboard) | 5           |

### Auszeichnungen für Musikverkäufe
| Land/Region               | Auszeichnungen für Musikverkäufe (Land/Region, Auszeichnung, Verkäufe) | Verkäufe  |
| ------------------------- | ---------------------------------------------------------------------- | --------- |
| Australien (ARIA)         | Platin                                                                 | 70.000    |
| Vereinigte Staaten (RIAA) | P                                                                      | 1.000.000 |
| Insgesamt                 | 2× Platin ·                                                            | 1.070.000 |

## Coverversion von Another Level
Im Jahr 1998 veröffentlichten Another Level ihre Version von Freak Me, die auf dem selbstitelten Album erschien und in Europa deutlich erfolgreicher war. Die Veröffentlichung war am 6. Juli 1998 und in Großbritannien wurde die R&B-Nummer ein Nummer-eins-Hit. Für den Verkauf von 600.000 Exemplaren wurde die Coverversion von der British Phonographic Industry mit Platin ausgezeichnet, ebenfalls erhielt es in den Niederlanden und Neuseeland jeweils die Goldene Schallplatte. Musikalisch blieb das Cover nahezu unverändert.
Chartplatzierungen
| ChartsChartplatzierungen     | Höchstplatzierung | Wochen |
| ---------------------------- | ----------------- | ------ |
| Deutschland (GfK)            | 75 (5 Wo.)        | 5      |
| Vereinigtes Königreich (OCC) | 1 (13 Wo.)        | 13     |

| ChartsJahrescharts (1998)    | Platzierung |
| ---------------------------- | ----------- |
| Vereinigtes Königreich (OCC) | 28          |

Auszeichnungen für Musikverkäufe

| Land/Region                  | Auszeichnungen für Musikverkäufe (Land/Region, Auszeichnung, Verkäufe) | Verkäufe |
| ---------------------------- | ---------------------------------------------------------------------- | -------- |
| Neuseeland (RMNZ)            | Gold                                                                   | 5.000    |
| Niederlande (NVPI)           | Gold                                                                   | 50.000   |
| Vereinigtes Königreich (BPI) | Platin                                                                 | 600.000  |
| Insgesamt                    | 2× Gold · 1× Platin ·                                                  | 655.000  |

### Musikvideo
Zu Beginn des Musikvideos läuft ein Passant durch eine Fußgängerzone und lauscht an einer Stelle, darauffolgend werden die Bandmitglieder in einem Fahrstuhl eingeblendet. Nach einer Beleuchtung fährt der Fahrstuhl abwärts, dann sind ein paar Hunde zu sehen und die Band beginnt im Fahrstuhl zu singen. Dazwischen sind auch ein paar Bauarbeiter zu sehen. Danach laufen die Bandmitglieder einen Tunnel entlang, in dem sie auch mit mehreren Frauen tanzen. Dem Rest des Videos laufen sie durch den Tunnel, dazwischen werden Einzelaufnahmen der Bandmitglieder je nach Gesangspart, eine Maske, zwei Personen, die Capoeira machen, zwei Männer, die trommeln und die Hunde aus der vorherigen Szene eingeblendet. Am Ende laufen diese beiden Hunde durch einen anderen Abschnitt des Tunnels.

## Andere Coverversionen
- 2018: Nelly feat. Jacquees